# Rue du Petit-Puits
La Rue du Petit-Puits est une voie du 2e arrondissement de Marseille.

## Situation et accès
Elle va de la place des Treize-Cantons à la rue de Lorette. 

## Origine du nom
Elle porte ce nom car un puits se trouvait au milieu de la route et a été comblé par la Municipalité car il gênait la circulation.
Dans la ville antique, on pouvait dénombrer 300 puits.

## Historique
Dès 1603, s'installe dans la rue une maison des Ursulines avec l'autorisation de l'évêque de Ragueneau.
Il s'agit de contrecarrer la propagation du protestantisme.
Les aléas de l'Histoire font qu'il faudra attendre 1612 pour l'établissement d'un monastère de Sainte-Ursule autorisé par l'évêque Mgr Turricella, monastère qui deviendra dès 1638 des Bernardines.
Enfin, le deuxième monastère fondé dès 1636 est  repris par les Augustines en 1748.
En 1792 avec la Révolution française, tout ce monde religieux deviendra Bien national

## Bâtiments remarquables et lieux de mémoire
- Au no 11 : Atelier de Céramique Valérie Tassara
- Au no 22 : maison natale du sculpteur Pierre Puget
- Au no 34 : balcon en ferronnerie